# Salute Your Solution
Salute Your Solution è un singolo del gruppo rock statunitense The Raconteurs, pubblicato nel 2008 ed estratto dall'album Consolers of the Lonely.

## Tracce
- 7"/12"

1. Salute Your Solution – 3:00
2. Top Yourself (Bluegrass Version) – 4:38

## Formazione
- Jack White
- Brendan Benson
- Jack Lawrence
- Patrick Keeler